# Roddino
Roddino (piemontiul: Rodin) település Olaszországban, Piemont régióban, Cuneo megyében. Lakosainak száma 405 fő (2023. január 1.). Roddino Cerretto Langhe, Cissone, Dogliani, Monforte d’Alba, Serralunga d’Alba, Serravalle Langhe és Sinio községekkel határos.

## Népesség
A település lakossága az elmúlt években az alábbi módon változott:
| Lakosok száma | 410  | 413  | 405  |
|               | 2017 | 2018 | 2023 |